# Нанопуты

Структура молекулы «Nanokid»

Нанопуты (англ. nanoputians, nanoput; от «нано-» и «(лили)путы») — органические молекулы, структурные формулы которых напоминают фигурки людей. Первые антропоморфные формулы, названные нанопутами, были созданы Джеймсом Туром из Университета Райса для обучения студентов. Описан синтез нескольких молекул такого рода, синтезирован ряд антропоморфных молекул, в том числе димеров и полимеров.